# Шербівці
Шербівці, Шербеуць, Шербеуці (рум. Șerbăuți) — село у повіті Сучава в Румунії. Адміністративний центр комуни Шербеуць.

## Розташування
Село знаходиться на відстані 376 км на північ від Бухареста, 21 км на північний захід від Сучави, 131 км на північний захід від Ясс.

## Історія
За переписом 1900 року в селі було 385 будинків, проживали 1767 мешканців: 1692 українці, 24 румуни, 18 євреїв, 22 німці, 10 поляків.

## Населення
За даними перепису населення 2002 року у селі проживали 1900 осіб.
Національний склад населення села:
| Національність | Кількість осіб | Відсоток |
| -------------- | -------------- | -------- |
| румуни         | 1705           | 89,7%    |
| українці       | 183            | 9,6%     |

Рідною мовою назвали:
| Мова       | Кількість осіб | Відсоток |
| ---------- | -------------- | -------- |
| румунська  | 1592           | 83,8%    |
| українська | 296            | 15,6%    |